# Ариотти, Элизео Антонио
Элизео Антонио Ариотти (итал. Eliseo Antonio Ariotti; род. 17 ноября 1948, Вайлате, Италия) — итальянский прелат и ватиканский дипломат. Титулярный архиепископ Вибианы с 17 июля 2003. Апостольский нунций в Камеруне с 17 июля 2003 по 5 ноября 2009. Апостольский нунций в Экваториальной Гвинее с 5 августа 2003 по 5 ноября 2009. Апостольский нунций в Парагвае с 5 ноября 2009 по 29 декабря 2023.